# 乌赫特
乌赫特是德国下萨克森州的一个市镇。总面积90.68平方公里，总人口5321人，其中男性2900人，女性2421人（2011年12月31日），人口密度59人/平方公里。